# Хьюз, Стэнли Джон
Стэнли Джон Хьюз (англ. Stanley John Hughes; 17 сентября 1918 — 7 ноября 2019) — уэльский и канадский миколог, член ордена Канады (2010).

## Биография
Родился 17 сентября 1918 года в приходе Лланелли на юге Уэльса.
В 1943 году получил степень магистра в Уэльском университете, в 1954 году за серию работ по фитопатологии получил степень доктора наук. С 1945 по 1952 год работал в Государственном микологическом институте в Кью. В 1949 году работал в Гане, занимаясь изучением тогда практически неизученных микромицетов этого тропического региона. В 1962—1963 годах — в Окленде в Новой Зеландии, впоследствии напечатал целую серию статей по микромицетам, обнаруженным в этом регионе. С 1952 года — в Канаде, сотрудник сельскохозяйственной службы.
Стэнли Хьюз предложил концепцию выделения 8 основных типов конидиогенеза у несовершенных микромицетов, впервые опубликованную в 1953 году. В 1976 году опубликовал подробный обзор грибов, вызывающих чернь.
С 1971 (с момента основания) по 1983 год Хьюз — вице-президент Международной микологической ассоциации. Обладатель золотой медали имени Якоба Эрикссона Шведской королевской академии наук (1969) и Медали Джорджа Лоусона Канадской ботанической ассоциации (1981). С 1974 года — член Королевского общества Канады. В 1975 году избран президентом Микологического общества Америки. В 1986 году избран иностранным членом Лондонского Линнеевского общества. В 2010 году удостоен членства ордена Канады.
Скончался в Оттаве 7 ноября 2019 года на 102-м году жизни.

## Некоторые публикации
- Hughes S. J. Conidiophores, conidia, and classification // Canadian Journal of Botany. — 1953. — Vol. 31 (5). — P. 577—659. — doi:10.1139/b53-046.
- Hughes S. J. Revisiones hyphomycetum aliquot cum appendice de nominibus rejiciendis // Canadian Journal of Botany. — 1958. — Vol. 36 (6). — P. 727—836. — doi:10.1139/b58-067.
- Hughes S. J. Sooty Moulds // Mycologia. — 1976. — Vol. 68 (4). — P. 693—820. — doi:10.1080/00275514.1976.12019958.

## Роды грибов, названные именем С. Хьюза
- Hughesiella Bat. & A.F.Vital, 1956
- Hughesinia J.C.Lindq. & Gamundí, 1970
- Stanhughesia Constant., 1989
- Stanhughesiella R.F.Castañeda & D.W.Li, 2017
- Stanjehughesia Subram., 1992
- Sthughesia M.E.Barr, 1987